# Kefken Adası
Kefken Adası ist eine kleine türkische Insel (21 Hektar) im Schwarzen Meer, knapp einen Kilometer vor der Küste bei Cebeci in der Provinz Kocaeli, rund 100 km östlich von Istanbul gelegen.

## Geschichte
Die Lage vor dem Kap einer in das Schwarze Meer hineinreichenden Halbinsel verlieh der Insel strategische Bedeutung. In griechischer Zeit ist sie bezeugt bei Claudius Ptolemäus (als Thynias (Θυνιάς) und Daphnusia (Δαφνουσία)), Plinius dem Älteren und Strabon (jeweils als Thynias) sowie dem Periplus des Appian (als Thyni, Thynis und Thyniis). Der Name leitet sich möglicherweise von einem thrakischen Stamm der Thynier her, der in Bithynien siedelte. Zwar hat es auf der Insel keine städtische Siedlung gegeben, sie wurde aber Sitz des Bistums Daphnusia, das erstmals Anfang des 10. Jahrhunderts in den Notitiae Episcopatuum des Kaisers Leo VI. erwähnt wird. 
1261 versuchte das Lateinische Kaiserreich, die Insel durch eine Flottenexpedition zu erobern. Da dies dazu führte, dass die Hauptstadt Konstantinopel weitgehend ohne militärischen Schutz blieb, nutzte Alexios Melissenos Strategopulos, Feldherr des Kaisers Michael VIII. Palaiologos von Nikaia, die Lage aus, um die Stadt im Handstreich zurückzuerobern. Das Bistum, das der Kirchenprovinz Nikomedia angehörte, ging in der Folge unter und wurde daraufhin als reines Titularbistum weitergeführt. 1915 kam es nahe der Insel zu einer Seeschlacht zwischen dem Russischen und dem Osmanischen Reich.

## Die Insel heute
Die Insel misst gut 500 (Ost-West) mal 200 Meter (Nord-Süd) mit zwei Molen im Süden, die einen Hafen bilden. Jeweils am Ende der Mole befindet sich ein Molenfeuer, außerdem existiert seit 1879 auf der Insel ein Leuchtturm mit einer Reichweite von 14 Seemeilen. Außerdem sind Reste der Befestigungen aus hellenistischer und genuesischer Zeit sowie einige Brunnen und Zisternen auf der Insel zu finden.